# Eija
Eija  ist ein weiblicher Vorname.

## Bedeutung
Der Vorname stammt wahrscheinlich vom finnischen Freudenausruf eijaa!.

## Namenstag
Der 19. Februar ist der Namenstag des Vornamens Eija in Finnland. Im orthodoxen Kalender ist der Namenstag der 9. November.

## Bekannte Namensträger
- Eija-Liisa Ahtila (* 1959), finnische Filmemacherin und Videokünstlerin
- Eija-Riitta Eklöf-Berliner-Mauer (1954–2015), schwedische Modellbauerin
- Eija-Riitta Korhola (* 1959), finnische Politikerin
- Eija Koskivaara (* 1965), finnische Orientierungsläuferin
- Eija Salonen (* 1975), finnische Biathletin